# Namaquanula bruce-bayeri
Namaquanula bruce-bayeri är en amaryllisväxtart som beskrevs av D.Müll.-doblies och U.Müll.-doblies. Namaquanula bruce-bayeri ingår i släktet Namaquanula och familjen amaryllisväxter. Inga underarter finns listade i Catalogue of Life.